# Sandhurst
För andra betydelser, se Sandhurst (olika betydelser).
Sandhurst är en stad och civil parish i grevskapet Berkshire i södra England. Staden ligger i enhetskommunen Bracknell Forest, cirka 49 kilometer sydväst om centrala London. Tätorten (built-up area) hade 20 222 invånare vid folkräkningen år 2021.
Staden är säte för Royal Military Academy Sandhurst som är den brittiska arméns officershögskola.